# Купино
Купино (рус. Купино) град је у Русији у Новосибирској области. Према попису становништва из 2010. у граду је живело 14893 становника.

## Становништво
| 1939.  | 1959.  | 1970.  | 1979.  | 1989.  | 2002.  | 2010.  |
| ------ | ------ | ------ | ------ | ------ | ------ | ------ |
| 12.328 | 23.185 | 20.799 | 19.331 | 19.518 | 16.878 | 14.893 |